# اكمة الاوبار (العدين)

تعديل مصدري - تعديل

اكمة الاوبار محلة تابعة لقرية الجمجام، التابعة لعزلة جبل بحري بمديرية العدين إحدى مديريات محافظة إب في الجمهورية اليمنية.، بلغ تعداد سكانها 51 حسب تعداد اليمن لعام 2004.